# Inés Jiménez Lumbreras
Inés Jiménez Lumbreras (Madrid, 1915 o 1916 - San Adrián de Besós, 13 de noviembre de 1940) fue la última mujer republicana de la Prisión de Les Corts de Barcelona, fusilada en el Campo de la Bota, víctima de la represión franquista. Tenía 24 o 25 años.

## Biografía
Inés era una estudiante madrileña que, antes de abrazar la causa de la Segunda República española, estuvo afiliada a la Juventud Católica y a la Asociación de Estudiantes Católicos/FET. En 1936 tuvo una hija llamada Hortensia, fruto de la relación con un miliciano con el que se habría casado civilmente. En plena Guerra civil se trasladó a Barcelona, dejando a la niña (que nunca más volvió a ver) a cargo de su madre. Inés colaboraba activamente en la defensa del gobierno legítimo de la Segunda República y se convirtió en agente del Servicio de Información Militar (SIM), especializado en detectar emboscados, quintacolumnistas y traidores en la causa republicana.
A finales de 1937 conoció a Carmen Tronchoni Soria, una joven valenciana, falangista y activista del Socorro Blanco, implicada en la tarea de apoyar y conseguir pasaportes y salvoconductos para los oficiales rebeldes y personas de derechas que querían pasar al bando nacional. Inés se hizo su amiga y junto a Ricardo Basurto Clemente y José Frutos Soria (agentes encubiertos del SIM), se ofrecieron a acompañarla a Valencia y facilitarle el traslado de los fugados, que fueron alojados en un hotel y después llevados a una casa de Barcelona, donde fueron detenidos el 28 de noviembre de 1937. Carmen fue juzgada por delitos de alta traición y espionaje, y fusilada en el Castillo de Montjuic en marzo de 1938. Años más tarde sus restos fueron exhumados y trasladados al Valle de los Caídos.
Terminada la Guerra civil con la derrota del bando republicano, la represión franquista no se hizo esperar. Inés fue detenida y recluida en la Prisión de Les Corts el 21 de junio de 1939. Sometida a un consejo de guerra sumarísimo fue acusada de rebelión militar y de ser espía republicana. Fue condenada a muerte y pasada por las armas en el Campo de la Bota, la madrugada del 13 de noviembre de 1940 y posteriormente enterrada en el Fossar de la Pedrera, del Cementerio de Montjuic.

## Memoria histórica
La dictadura del general Franco rindió honores y condecoraciones a Carmen Tronchoni como heroína y mártir del Movimiento y le dedicó calles, escuelas y publicaciones diversas. La figura de Inés, en cambio, se fundió en el olvido y el silencio. Su hija Hortensia, que no había conocido a su padre, tenía unos cuatro años cuando perdió a su madre, fue criada por su abuela y enviada posteriormente a un convento de monjas, siempre marcada por el estigma de ser hija de una roja. En 1959 se marchó a Canadá, se casó y tuvo hijos. No fue hasta los inicios del 2000, después de su regreso a España, que se puso en contacto con el historiador y escritor Joan Corbalán Gil y con la Asociación Pro-Memoria a los Inmolados por la Libertad en Cataluña, que le facilitaron la manera de acceder a la documentación del consejo de guerra y visitar el foso de la Pedrera, la fosa común donde reposa su madre, de la que conserva como documentos valiosísimos las cartas que le envió durante la guerra y antes de ser fusilada.

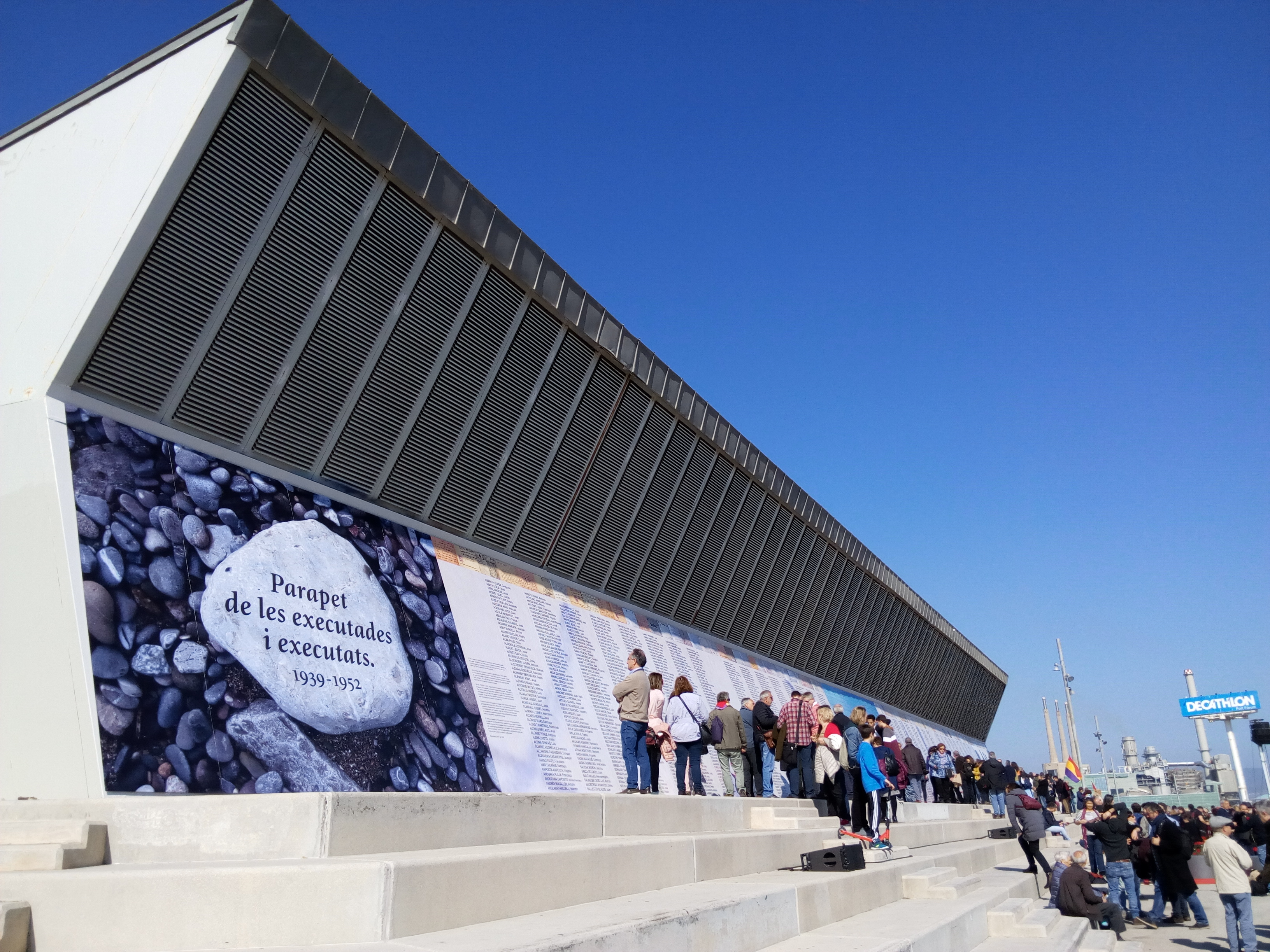
Parapeto de las ejecutadas y ejecutados en el Campo de la Bota

El 24 de febrero de 2019 al cumplirse ochenta años de aquellas ejecuciones, el Ayuntamiento de Barcelona inauguró el espacio de memoria "Parapeto de las ejecutadas y los ejecutados", en el distrito de Sant Martí.